# Соталол
Соталол — синтетичний антигіпертензивний препарат та антиаритмічний препарат, що належить до групи неселективних бета-блокаторів, для перорального та парентерального застосування. Соталол уперше синтезований А. Ларсеном в лабораторії компанії «Mead-Johnson Pharmaceutical» у 1960 році як антиангінальний та антигіпертензивний препарат, пізніше встановлено, що він має антиаритмічну дію. Соталол уперше був введений у клінічну практику у Великій Британії та Франції у 1974 році.

## Фармакологічні властивості
Соталол — синтетичний лікарський препарат, що належить до групи неселективних бета-блокаторів. За хімічним складом є рацематом двох стереоізомерів — на 60 % L-соталолу, який має на 50 % властивості бета-блокатора, і на 50 % — властивості препарату, що подовжує тривалість потенціалу дії кардіоміоцитів; та на 40 % D-соталолу, який повністю має властивості антиаритмічних препаратів ІІ групи. Механізм дії препарату полягає у неселективній блокаді бета-адренорецепторів, як β1-, так і β2-рецепторів, що призводить до зменшення утворення цАМФ із АТФ, яке стимулюється катехоламінами. У результаті цього знижується поступлення іонів кальцію в клітини, знижується частота серцевих скорочень, пригнічується провідність та збудливість міокарду, знижується скоротливість міокарду. Соталол знижує серцевий викид, артеріальний тиск, секрецію реніну, нирковий кліренс та швидкість клубочкової фільтрації. Препарат пригнічує реакцію барорецепторів дуги аорти на зниження артеріального тиску. Соталол не має мембраностабілізуючої дії. Соталол подібно до антиаритмічних препаратів ІІІ класу блокує калієві канали, збільшує тривалість потенціалу дії з подовженням ефективного і абсолютного рефрактерних періодів в усіх ділянках провідної системи серця, що приводить до сповільнення атріовентрикулярної провідності та провідності по основним і додатковим шляхах провідної системи серця. Соталол не має внутрішньої симпатоміметичної активності. Соталол також може підвищувати тонус гладких м'язів судин та бронхів, що є наслідком дії препарату на β2-адренорецептори.

### Фармакодинаміка
Соталол добре всмоктується у шлунково-кишковому тракті при пероральному прийомі, біодоступність препарату складає 89—100 %. Максимальна концентрація препарату в крові досягається протягом 2—4 годин. Соталол погано зв'язується з білками плазми крові. Соталол погано проникає через гематоенцефалічний бар'єр. Соталол проникає через плацентарний бар'єр та виділяється в грудне молоко. Соталол практично не метаболізується в організмі (менше 1 % в печінці). Виводиться соталол із організму нирками у незміненому вигляді. Період напіввиведення препарату становить 7—18 годин (у середньому 15 годин), при порушенні функції нирок цей час може збільшуватися до 48 годин.

## Показання до застосування
Соталол застосовується при шлуночкових та суправентрикулярних тахіаритміях або для їх профілактики (у тому числі при синдромі WPW), для профілактики пароксизмів миготливої аритмії або фібриляції передсердь, тахікардії при тиреотоксикозі, артеріальній гіпертензії, гіпертрофічній кардіоміопатії, пролапсі мітрального клапану, для профілактики та лікування інфаркту міокарду (при стабільному стані хворого).

## Побічна дія
При застосуванні соталолу можливі наступні побічні ефекти:
- Алергічні реакції та з боку шкірних покривів — нечасто (~2 %) висипання на шкірі, свербіж шкіри, кропив'янка, гарячка, анафілактичні реакції, гіперемія шкіри, загострення псоріазу або псоріазоподібний дерматит, гіпергідроз, алопеція.
- З боку травної системи — часто (1—10 %) нудота, блювання, метеоризм, діарея або запор; нечасто (менше 1 %) сухість у роті, зміна смаку, зниження апетиту, порушення функції печінки, холестаз.
- З боку нервової системи — часто (1—10 %) головний біль, запаморочення, швидка втомлюваність; нечасто (менше 1 %) парестезії, депресія, сонливість або безсоння, ксерофтальмія, кон'юнктивіт, порушення концентрації уваги, втрата свідомості, кошмарні сновидіння, галюцинації, порушення зору, міастенія.
- З боку серцево-судинної системи — брадикардія або тахікардія, недостатність периферичного кровообігу, артеріальна гіпотензія, периферичні набряки, посилення переміжної кульгавості, синдром Рейно; нечасто (менше 1 %) гіпертензія, болі в грудній клітці, загострення стенокардії, погіршення перебігу або початок розвитку серцевої недостатності, підвищена кровоточивість, AV-блокада (включно до повної поперечної блокади та зупинки серця), пароксизмальна тахікардія типу «пірует» (при сумісному прийомі з препаратами, що подовжують інтервал QT), посилення приступів стенокардії при різкій відміні препарату.
- З боку сечостатевої системи — нечасто (~1 %) зниження лібідо, імпотенція.
- З боку опорно-рухового апарату — нечасто (~1 %) біль у кінцівках, болі в спині, артралгії.
- З боку дихальної системи — часто (до 5 %) риніт, фарингіт, біль в грудній клітці, закладеність носа, задишка; нечасто респіраторний дистрес-синдром, бронхо- та ларингоспазм.
- З боку ендокринної системи — гіпо- або гіперглікемія (у хворих цукровим діабетом, що отримують інсулін); нечасто гіпотиреоз.
- Зміни в лабораторних аналізах — нечасто (менше 1 %) лейкопенія, анемія, тромбоцитопенія, агранулоцитоз, гіперглікемія, гіпоглікемія, підвищення активності амінотрансфераз і лужної фосфатази в крові, підвищення рівня білірубіну в крові, збільшення рівня тригліцеридів та холестерину.

## Протипокази
Соталол протипоказаний при підвищеній чутливості до препарату та сульфаніламідів, вираженій серцевій недостатності ІІІ-IV функціонального класу, кардіогенному шоці, AV-блокаді ІІ-ІІІ ступеня, синдромі слабості синусового вузла, подовженні інтервалу QT, вираженій гіпотонії, синдромі Рейно та інших облітеруючих захворюваннях, бронхіальній астмі, метаболічному ацидозі. Препарат не застосовується у дитячому віці. Соталол не застосовується при вагітності та годуванні грудьми. При застосуванні соталолу протипоказане внутрішньовенне введення інших антиаритмічних препаратів. Соталол не застосовується сумісно із антидепресантами (іміпраміном, мапротиліном), деякими антигістамінними препаратами (астемізолом, терфенадином), фторхінолонами (наприклад, спарфлоксацином), макролідами (еритроміцином), пробуколом, галоперидолом, галофантрином, антиаритмічними препаратами І або ІІІ класу у зв'язку із збільшенням ризику виникнення проаритмогенних ефектів.

## Форми випуску
Соталол випускається у вигляді таблеток по 0,08 та 0,16 г; і ампул по 4 мл 1 % розчину.